# Torfnahnjúkur
Torfnahnjúkur är ett berg i republiken Island. Det ligger i regionen Norðurland eystra, 210 km nordost om huvudstaden Reykjavík. Toppen på Torfnahnjúkur är 1 053 meter över havet, eller 142 meter över den omgivande terrängen. Bredden vid basen är 4,3 km.
Trakten runt Torfnahnjúkur är nära nog obefolkad, med mindre än två invånare per kvadratkilometer. Det finns inga samhällen i närheten. Trakten runt Torfnahnjúkur består i huvudsak av gräsmarker.